# Acacia petraea
Acacia petraea é uma espécie de leguminosa do gênero Acacia, pertencente à família Fabaceae.